# A Flash of Light
A Flash of Light è un cortometraggio muto del 1910 diretto da David W. Griffith. Sceneggiato da Stanner E.V. Taylor, il film è un dramma che ha come interpreti principali Charles West, Vivian Prescott, Stephanie Longfellow, Verner Clarges e Joseph Graybill.

## Trama
John Rogers, un giovane chimico, frequenta due sorelle. La maggiore lo ama profondamente ma, lui, abbagliato dalla vivacità della sorella più giovane, si dichiara a quest'ultima. La giovane sposa, però, si stanca ben presto di quella vita troppo tranquilla. Lui cerca di coinvolgerla raccontandole del suo lavoro, riuscendo nello scopo di annoiarla ancora di più. Mentre lei si intrattiene con i suoi brillanti amici e il marito lavora nel suo laboratorio, avviene un'esplosione che colpisce John, che resta gravemente menomato. Sordo e cieco, deve venir accudito. La moglie cerca di sfuggire a quella triste casa e accetta con entusiasmo l'offerta di un amico che le propone di debuttare come attrice sul palcoscenico. Se ne va via, lasciando sul tavolo la sua fede. La sorella, vedendo l'anello, cerca di convincerla senza successo a rimanere accanto al marito. Per non far subito al pover'uomo questo ennesimo colpo, la sorella mette la fede al suo dito, fingendo di essere la moglie e passa il suo tempo a curarlo. Un giorno, il medico annuncia che un'operazione può ripristinare la vista e l'udito dell'uomo. Tutto sembra andare bene e, quando giunge il momento di togliere le bende al povero John, nella stanza è presente la moglie, che la sorella è andata a prendere. Lui, a vedere quell'ombra femminile, si sporge verso di essa ma la donna, presa dai sensi di colpa, indietreggia e apre inavvertitamente la tenda che lascia entrare un fascio di luce che colpisce con violenza gli occhi di John. L'incidente segna per lui una cecità incurabile. La donna, realizzando la gravità di quello che ha fatto, fugge di casa. John, che però ha recuperato l'udito, sente finalmente la verità e vede, anche se cieco, quello che gli occhi non gli avevano mai fatto vedere.

## Produzione
Prodotto dalla Biograph Company.

## Distribuzione
Il film - un cortometraggio in una bobina - fu distribuito dalla Biograph Company, che lo fece uscire nelle sale cinematografiche statunitensi il 18 luglio 1910.
Copia della pellicola viene conservata in collezioni private.
Nel 2009, è stato distribuito digitalizzato in DVD (Classic Video Streams). Il cortometraggio è stato inserito in un'antologia, D.W. Griffith, Director, Volume 6 distribuita dalla Grapevine il 18 giugno 2009, un DVD in NTSC della durata complessiva di 117 minuti.